# Live at the Old Waldorf
Live at the Old Waldorf – piąty album zespołu Television wydany w 2003 przez wytwórnie: Rhino Handmade i Elektra Records. Materiał został nagrany 29 czerwca 1978 podczas koncertu w "The Old Waldorf" w San Francisco.

## Lista utworów
1. "The Dream's Dream" (T. Verlaine) – 7:17
2. "Venus" (T. Verlaine) – 3:46
3. "Foxhole" (T. Verlaine) – 5:25
4. "Careful" (T. Verlaine) – 3:19
5. "Ain't that Nothin'" (T. Verlaine) – 6:47
6. "Little Johnny Jewel" (T. Verlaine) – 11:51
7. "Friction" (T. Verlaine) – 4:40
8. "Marquee Moon" (T. Verlaine) – 14:07
9. "(I Can’t Get No) Satisfaction" (M. Jagger, K. Richards) – 5:05

## Skład
- Tom Verlaine – śpiew, gitara
- Richard Lloyd – gitara, śpiew
- Fred Smith – gitara basowa, śpiew
- Billy Ficca – perkusja

produkcja
- Dan Hersch – remastering
- Andy Zax – producent
- Patrick Milligan – producent